# Ruben Rausing
Ruben Rausing (né Ruben Andersson le 17 juin 1895 à Råå (sv) – mort le 10 août 1983) est le fondateur de l'entreprise d'emballage de nourriture liquide Tetra Pak. À sa mort, il était la personne la plus riche de Suède.

## Jeunesse
Ruben Rausing est né à Råå, un hameau du district de Raus, à l'extérieur[évasif] d'Helsingborg, dans le Sud de la Suède. C'est le fils d'August et Mathilda Andersson. Son père gère une petite entreprise de maître peintre. Rausing va à l'Upper Secondary School (en) à Helsingborg, il en sort diplômé en 1915. Lors de son service militaire, Andersson est surnommé rausingen par ses pairs. Il changera tranquillement Andersson par Rausing.

## Carrière
À l'aide d'un emprunt de sa tante, Rausing entre à la Stockholm School of Economics and Business Administration (en). Il en sort diplômé en 1918,
Il se marie avec Elisabeth Varenius. Le couple a trois fils, Hans, Gad (sv) et Sven Rausing. 
Rausing quitte la Suède pour Rome en 1969.